# Francis Fane, XII conte di Westmorland
Francis Fane, XII conte di Westmorland (19 novembre 1825 – 3 agosto 1891), è stato un ufficiale inglese.

## Biografia
Era il figlio di John Fane, XI conte di Westmorland, e di sua moglie, Lady Priscilla Wellesley-Pole, figlia di William Wellesley-Pole, III conte di Mornington. Studiò a Westminster e il Royal Military College di Sandhurst.

## Carriera militare
Partecipò alla campagna nella prima guerra anglo-sikh e alla Battaglia di Gujrat durante la seconda guerra anglo-sikh. Partecipò alla Guerra di Crimea.
Dopo la morte dei suoi tre fratelli, divenne erede della contea di Westmorland. Nel 1859 successe al padre e, l'anno seguente, si ritirò dall'esercito con il grado di colonnello. È stato l'aiutante di campo del duca di Cambridge (1856-1860).

## Ippica
Dopo la carriera militare, egli divenne un membro del Jockey Club e proprietario di cavalli da corsa. Alla fine le sue finanze lo hanno costretto a vendere i suoi cavalli.

## Matrimonio
Sposò, il 16 luglio 1857, Lady Adelaide Curzon (1835-1903), figlia di Richard Curzon-Howe, I conte Howe e Lady Harriet Brudenell. Ebbero quattro figli:
- George Neville John Fane, Lord Burghersh (3 settembre 1858-31 luglio 1860);
- Anthony Fane, XIII conte di Westmorland (16 agosto 1859-9 giugno 1922);
- Lady Grace Adelaide Fane (?-13 giugno 1933), sposò William Denison, II conte di Londesborough, ebbero tre figli;
- Lady Margaret Mary Fane (?-22 novembre 1949), sposò il capitano John Spicer, non ebbero figli.

## Morte
Morì il 3 agosto 1891, all'età di 65 anni.

## Ascendenza
|                                                 |                                      |                                     | Genitori                                 |  |  | Nonni |  |  | Bisnonni                           |  |  | Trisnonni                              |  |
|                                                 |                                      |                                     |                                          |  |  |       |  |  | John Fane, IX conte di Westmorland |  |  | Thomas Fane, VIII conte di Westmorland |  |
|                                                 |                                      |                                     |                                          |  |  |       |  |  | John Fane, IX conte di Westmorland |  |  | Thomas Fane, VIII conte di Westmorland |  |
|                                                 |                                      | Elizabeth Swymmer                   |                                          |  |  |       |  |  | John Fane, IX conte di Westmorland |  |  |                                        |  |
| John Fane, X conte di Westmorland               |                                      |                                     |                                          |  |  |       |  |  | John Fane, IX conte di Westmorland |  |  |                                        |  |
|                                                 |                                      | Augusta Bertie                      | Montague Bertie                          |  |  |       |  |  |                                    |  |  |                                        |  |
|                                                 |                                      | Augusta Bertie                      | Montague Bertie                          |  |  |       |  |  |                                    |  |  |                                        |  |
|                                                 |                                      | Augusta Bertie                      | Elizabeth Piers                          |  |  |       |  |  |                                    |  |  |                                        |  |
| John Fane, XI conte di Westmorland              |                                      | Augusta Bertie                      |                                          |  |  |       |  |  |                                    |  |  |                                        |  |
|                                                 |                                      | Robert Child                        | Samuel Child                             |  |  |       |  |  |                                    |  |  |                                        |  |
|                                                 |                                      | Robert Child                        | Samuel Child                             |  |  |       |  |  |                                    |  |  |                                        |  |
|                                                 |                                      | Robert Child                        | Agatha Edgar                             |  |  |       |  |  |                                    |  |  |                                        |  |
| Sarah Child                                     |                                      | Robert Child                        |                                          |  |  |       |  |  |                                    |  |  |                                        |  |
|                                                 |                                      | Sarah Jodrell                       | Gilbert Jodrell                          |  |  |       |  |  |                                    |  |  |                                        |  |
|                                                 |                                      | Sarah Jodrell                       | Gilbert Jodrell                          |  |  |       |  |  |                                    |  |  |                                        |  |
|                                                 |                                      | Sarah Jodrell                       | …                                        |  |  |       |  |  |                                    |  |  |                                        |  |
| Francis Fane, XII conte di Westmorland          |                                      | Sarah Jodrell                       |                                          |  |  |       |  |  |                                    |  |  |                                        |  |
|                                                 | Garret Wesley, I conte di Mornington | Richard Wesley, I barone Mornington |                                          |  |  |       |  |  |                                    |  |  |                                        |  |
|                                                 | Garret Wesley, I conte di Mornington | Richard Wesley, I barone Mornington |                                          |  |  |       |  |  |                                    |  |  |                                        |  |
|                                                 | Garret Wesley, I conte di Mornington | Elizabeth Sale                      |                                          |  |  |       |  |  |                                    |  |  |                                        |  |
| William Wellesley-Pole, III conte di Mornington | Garret Wesley, I conte di Mornington |                                     |                                          |  |  |       |  |  |                                    |  |  |                                        |  |
|                                                 |                                      | Anne Hill-Trevor                    | Arthur Hill-Trevor, I visconte Dungannon |  |  |       |  |  |                                    |  |  |                                        |  |
|                                                 |                                      | Anne Hill-Trevor                    | Arthur Hill-Trevor, I visconte Dungannon |  |  |       |  |  |                                    |  |  |                                        |  |
|                                                 |                                      | Anne Hill-Trevor                    | Anne Stafford                            |  |  |       |  |  |                                    |  |  |                                        |  |
| Priscilla Wellesley-Pole                        |                                      | Anne Hill-Trevor                    |                                          |  |  |       |  |  |                                    |  |  |                                        |  |
|                                                 |                                      | John Forbes                         | George Forbes, III conte di Granard      |  |  |       |  |  |                                    |  |  |                                        |  |
|                                                 |                                      | John Forbes                         | George Forbes, III conte di Granard      |  |  |       |  |  |                                    |  |  |                                        |  |
|                                                 |                                      | John Forbes                         | Mary Stewart                             |  |  |       |  |  |                                    |  |  |                                        |  |
| Katherine Forbes                                |                                      | John Forbes                         |                                          |  |  |       |  |  |                                    |  |  |                                        |  |
|                                                 |                                      | Mary Capell                         | William Capell, III conte di Essex       |  |  |       |  |  |                                    |  |  |                                        |  |
|                                                 |                                      | Mary Capell                         | William Capell, III conte di Essex       |  |  |       |  |  |                                    |  |  |                                        |  |
|                                                 |                                      | Mary Capell                         | Jane Hyde                                |  |  |       |  |  |                                    |  |  |                                        |  |
|                                                 |                                      | Mary Capell                         |                                          |  |  |       |  |  |                                    |  |  |                                        |  |